# Riccardo Pesce
Riccardo Pesce (Milano, ...) è uno sceneggiatore italiano.

## Biografia
Si laurea a Milano all'Accademia di belle arti di Brera in Arti multimediali del cinema e del video; in seguito frequenta l'Accademia Disney. Dal 2000 è sceneggiatore dei fumetti Disney, in particolare della testata Topolino, dove pubblica tutt'oggi e per i quali ha creato il personaggio del Cavaliere analogico. Esordisce con “Gambadilegno e le inserzoni pericolose" pubblicata su Topolino n°2367.
Tiene vari corsi di scrittura creativa e insegna a Milano e a Padova. Docente di Drammaturgia Multimediale presso l'Accademia di Belle arti di Brera. Ha collaborato in campo editoriale per Braccio di Ferro (Edizioni Bianconi), Tiramolla (Edizioni Vallardi ragazzi) e De Agostini. Nel 2009 ha anche pubblicato, con il drammaturgo e sceneggiatore torinese Andrea Balzola, un saggio storico e critico sullo storyboard, tecnica di previsualizzazione grafica molto diffusa negli USA ma generalmente ignorata e sottovalutata in Italia.

## Pubblicazioni
Oltre ai testi per gli editori già citati e ai 67 lavori finora realizzati per la Disney, va ricordato il volume:
- Andrea Balzola e Riccardo Pesce, Storyboard. Arte e tecnica tra lo script e il set, Roma, Dino Audino, 2009. ISBN 978-88-7527-083-4.[3]
- Andrea Balzola, Orietta Brombin, Daniele Gay a cura di Riccardo Pesce, L'immagine che racconta. Tecniche e metodologie dal disegno ai media, Albertina Press, 2015.
- Sceneggiatura di Andrea Balzola in collaborazione con Riccardo Pesce, disegni di Onofrio Catacchio, La fattoria degli anormali, La Spezia, Cut Up edizioni, 2005.